# Alphitonia neocaledonica
Alphitonia neocaledonica là một loài thực vật có hoa trong họ Táo. Loài này được (Schltr.) Guillaumin mô tả khoa học đầu tiên năm 1911.